# واتسن، ساسکاچوان
واتسن، ساسکاچوان (به انگلیسی: Watson, Saskatchewan) یک منطقهٔ مسکونی در کانادا است که در ساسکاچوان واقع شده‌است. واتسن ۲٫۸۳ کیلومتر مربع مساحت و ۷۷۷ نفر جمعیت دارد.